# Bryony Botha
Bryony Botha (Takapuna, 4 de novembro de 1997) é uma ciclista neozelandesa.

## Carreira
Botha foi criado em Auckland, Nova Zelândia, e frequentou o Rangitoto College.
No Campeonato Mundial de Pista Júnior de 2015, Botha fez parte da perseguição em equipe que venceu o evento e quebrou o recorde mundial de perseguição em equipe. Em 2017, Botha representou a Nova Zelândia no Campeonato de Ciclismo de Pista da Oceania, onde venceu a perseguição em equipe e a corrida scratch. Mais tarde no ano, Botha também competiu na Copa do Mundo de Ciclismo de Pista do Chile, ganhando o ouro na perseguição em equipe feminina.
Ela representou a Nova Zelândia nos Jogos da Commonwealth de 2018, conquistando a prata na perseguição por equipes. Botha também ganhou o bronze na perseguição por equipes no Campeonato Mundial de Ciclismo de Pista de 2019 na Polônia. Em 7 de agosto de 2024, ela ganhou uma medalha de prata na perseguição por equipes durante os Jogos Olímpicos de verão de 2024 com Ally Wollaston, Emily Shearman e Nicole Shields.